# Evelien Bosch
Evelien Bosch-Gademan (Enschede, 1 mei 1981) is een Nederlands presentatrice en programmamaakster.

## Radio
Bosch ging naar de havo op de Winkler Prins in Veendam. Vanaf havo-4 was zij ook werkzaam als verslaggever voor BNN op Radio 1. Elke woensdagmiddag mocht zij de laatste twee uurtjes gym overslaan om te vergaderen in Hilversum. Eind jaren negentig volgde zij de European Media Master of Arts aan de Hogeschool voor de Kunsten Utrecht, waar zij afstudeerde als programmamaker/regisseuse tv.
Na haar studie bood BNN haar een baan aan als verslaggever en producer. Bij BNN produceerde ze onder andere het radioprogramma That's Live met Eric Corton (3FM) en werkte ze als verslaggever voor het Radio 1-programma BNN United en voor 3FM op grote festivals, zoals Lowlands, Pinkpop, Rock Werchter en Parkpop. In september 2005 werd Bosch door Eddy Zoëy gevraagd om op te treden als sidekick in het radioprogramma Zoëyzo op 3FM.

## Televisie
In 2005 maakte Bosch de stap naar televisie toen zij voor MTV Nederland samen met Dennis Weening het wekelijkse muziekprogramma Brand New Live ging presenteren. Bosch werd een van de gezichten van MTV Nederland en presenteerde onder andere MTV News, Summer of MTV en Making the Movie.
In het voorjaar van 2006 maakte Bosch haar debuut bij MTV Coolpolitics als presentator van de reportages van de gemeenteraadsverkiezingen. Daarna werd ze de vaste presentatrice van de MTV Coolpolitics-debatten, die op allerlei festivals in Nederland gehouden werden.
Sinds oktober 2007 maakt Bosch verschillende programma's voor de NCRV. Ze is het gezicht van Mambapoint, het platform voor kleinschalige ontwikkelingshulpinitiatieven. Bosch presenteert hiervoor wekelijks het programma Mambapoint, dat op internet en digitale televisie (Spirit 24) wordt uitgezonden.
Bosch presenteerde Zapplive (Nederland 3), dat elke zaterdagochtend, dinsdag- en donderdagmiddag rechtstreeks op Zapp te zien is. Zapplive is een jeugdprogramma met bekende Nederlanders, muziek, een klassenstrijd en filmpjes. Ze presenteerde Zapplive samen met Sascha Visser. In 2014 kwam hier een einde en sindsdien presenteert ze Willem Wever, weer samen met Visser.
In het verleden presenteerde Bosch voor de NCRV onder meer het natuur- en cultuurprogramma Bosch, Beuk & Haan (Nederland 2), Xperience (Nederland 3) waarin drie mbo-scholieren om een droomstage bij een bekende Nederlander in hun vakgebied strijden, Zeg Eens SOAAA!, een thema-avond op Nederland 3 dat ze samen met Harm Edens presenteerde, en Lang Zal Je Lever, een thema-avond over jongeren en alcohol in samenwerking met de KRO dat ze samen met Arie Boomsma presenteerde. Vanaf november 2009 was Bosch de vaste vervanger van Jetske van den Elsen, die samen met Pepijn Gunneweg de BZT Show presenteerde.
Ze deed mee aan het vijftiende seizoen van Wie is de Mol?, dat op 1 januari 2015 van start ging. In de tweede ronde viel ze af. Ook deed ze dat jaar twee afleveringen mee aan de tv-quiz De Slimste Mens. Vanaf december 2015 is Bosch de vaste presentator van de uitzendingen van Wilde Ganzen.

## Voice over
Bosch is te horen als stemacteur voor diverse televisieprogramma’s, documentaires en commercials. Haar stem is te horen in onder andere producties voor NPO, educatieve projecten en maatschappelijke initiatieven.

## Connector
Samen met haar man heeft Bosch in Wijhe 'Connector' ontwikkeld. Ze organiseert hier retreats, vrouwencirkels, cacaoceremonies, tantraworkshops, soundjourneys en andere verdiepende bijeenkomsten. 